# Ellipteroides (Protogonomyia) distifurca
Ellipteroides (Protogonomyia) distifurca is een tweevleugelige uit de familie steltmuggen (Limoniidae). De soort komt voor in het Oriëntaals gebied.